# Plastyfikacja tworzyw sztucznych
Plastyfikacja (zmiękczanie) tworzyw sztucznych polega na domieszkowaniu polimerów będących głównym składnikiem tych tworzyw różnego rodzaju substancjami, które nadają im elastyczność, powodują, że są mniej kruche i obniżają temperaturę ich zeszklenia.
Plastyfikacji poddaje się polimery, w których istnieją silnie oddziaływania międzycząsteczkowe, prowadzące do ich nadmiernej w stosunku do potrzeb sztywności i kruchości. Plastyfikatory – substancje powodujące ten efekt działają generalnie na trzy sposoby:
- osłabiają oddziaływania międzycząsteczkowe między cząsteczkami polimerów poprzez proste odseparowanie ich od siebie w przestrzeni albo poprzez bezpośrednie oddziaływanie z nimi, w sposób przypominający trochę solwatację,
- zmniejszają stosunek udziału fazy krystalicznej do amorficznej w masie stopu polimeru,
- ujednolicają mikrostrukturę polimeru – przez utrudnianie procesu ich krystalizacji, co prowadzi do powstania tworzywa o budowie mikrodomenowej.

Substancje powodujące efekt plastyfikacji nazywa się plastyfikatorami. Plastyfikatorami dla większości tworzyw opartych polimerach winylowych, a także poliestrach i poliamidach są ciecze o dużej lepkości i wysokiej temperaturze wrzenia, które powinny być nietoksyczne, bezwonne, bezbarwne i nie mieć tendencji do migrowania do powierzchni tworzywa w trakcie jego przetwarzania i użytkowania. Do najczęściej stosowanych plastyfikatorów zalicza się:
- ftalany i adypiniany rozbudowanych przestrzennie alkoholi alkilowych
- fosforany rozbudowanych przestrzennie alkoholi alkilowych
- tłuszcze, parafiny i syntetyczne estry kwasów tłuszczowych
- oligomery syntetyczne takie jak np.: żywice silikonowe